# Marie-Laure Sauty de Chalon
Marie-Laure Sauty de Chalon, née le 17 septembre 1962 dans le 8e arrondissement de Paris, est une personnalité des affaires. Elle a travaillé comme publicitaire et dans l'administration d'entreprises dans le domaine des médias. Elle a été présidente-directrice générale du groupe aufeminin de 2010 à 2018, date de son rachat par le groupe TF1. Elle est intervenue à plusieurs reprises dans des forums ou dans les médias en faveur de la place des femmes dans la société.

## Formation et parcours
Son père était un avocat de formation, et a été directeur adjoint du Crédit lyonnais. Marie-Laure Sauty de Chalon détient une maîtrise en droit et a également été élève à Sciences Po. Après une carrière dans diverses régies publicitaires au sein de la presse (Libération, Le Nouvel Observateur, La Tribune, L'Expansion, Le Monde), et de la télévision (France Télévisions Publicité), elle a été directrice générale de Carat Interactive. Puis Chief executive officer en Amérique du Nord de Consodata. Elle a ensuite pris la tête du groupe Aegis Media en France et Europe du Sud,. Elle s'est notamment fait remarquer, au sein de la profession, en emportant le budget du service d'information du Premier ministre et de quatre agences gouvernementales, une affaire portant sur un montant total de 150 millions d'euros.
Elle préside depuis le 1er juin 2010 le groupe aufeminin, à la suite de la démission de Bertrand Stephann.
Elle fait partie des 30 personnalités françaises (27 hommes et 3 femmes) les plus influentes des médias, selon le classement 2013 du magazine GQ.
Elle est membre du conseil d'administration du groupe LVMH.

## Personnalité et convictions
Dans une lettre ouverte à l'Association européenne contre les Violences faites aux Femmes au Travail (AVTF), elle a rappelé son combat contre les comportements sexistes et contre les violences faites aux femmes. Elle a indiqué son admiration pour Fatou Diome. En mai 2011, elle a également participé à une opération de parrainage d'étudiants étrangers par diverses personnalités.
Elle a été membre de l'Observatoire de la parité entre les femmes et les hommes, créé en 1995 par Jacques Chirac. Elle est également membre du Conseil national du numérique, créé en 2011 par Nicolas Sarkozy et membre de l'Autorité de la concurrence depuis 2014.

## Vie privée
Elle est l'épouse de Guillaume Hannezo.

## Ouvrages publiés
- Médias, votre public n'est plus dans la salle, (Éditions Nouveaux débats publics, 2007,  (ISBN 2-916962-02-6)[10].

## Tribunes publiées dans des médias
- « Femmes : C’est dans l’entreprise que se révèlent les inégalités hommes femmes », Tribune dans le journal Libération,‎ 28 janvier 2011 (lire en ligne).
- « Réponse de Marie-Laure Sauty de Chalon, PDG d’aufeminin.com, à la lettre de l’AVFT », sur le site de l'AVFT.